# Дерил Гибсон
Дерил Гибсон (енгл. Daryl Gibson; 2. март 1975) професионални је новозеландски рагби тренер и бивши "Ол блек". Играо је рагби на позицији центра за Кентербери и Крусејдерсе на Новом Зеланду. Као играч је освојио два Ренфури шилда са Кентерберијем и четири титуле Супер рагбија са Крусејдерсима. Одиграо је 19 тест мечева за Ол блексе. Дебитовао је 1999. у тест мечу против Самое. Играо је у Европи за Бристол, Лестер и Глазгов. По завршетку играчке каријере, почео је да ради као помоћни тренер у Крусејдерсима, а затим је отишао у Аустралију, где ће постати тренер екипе "Нови Јужни Велс Воратаси".